# Euforia

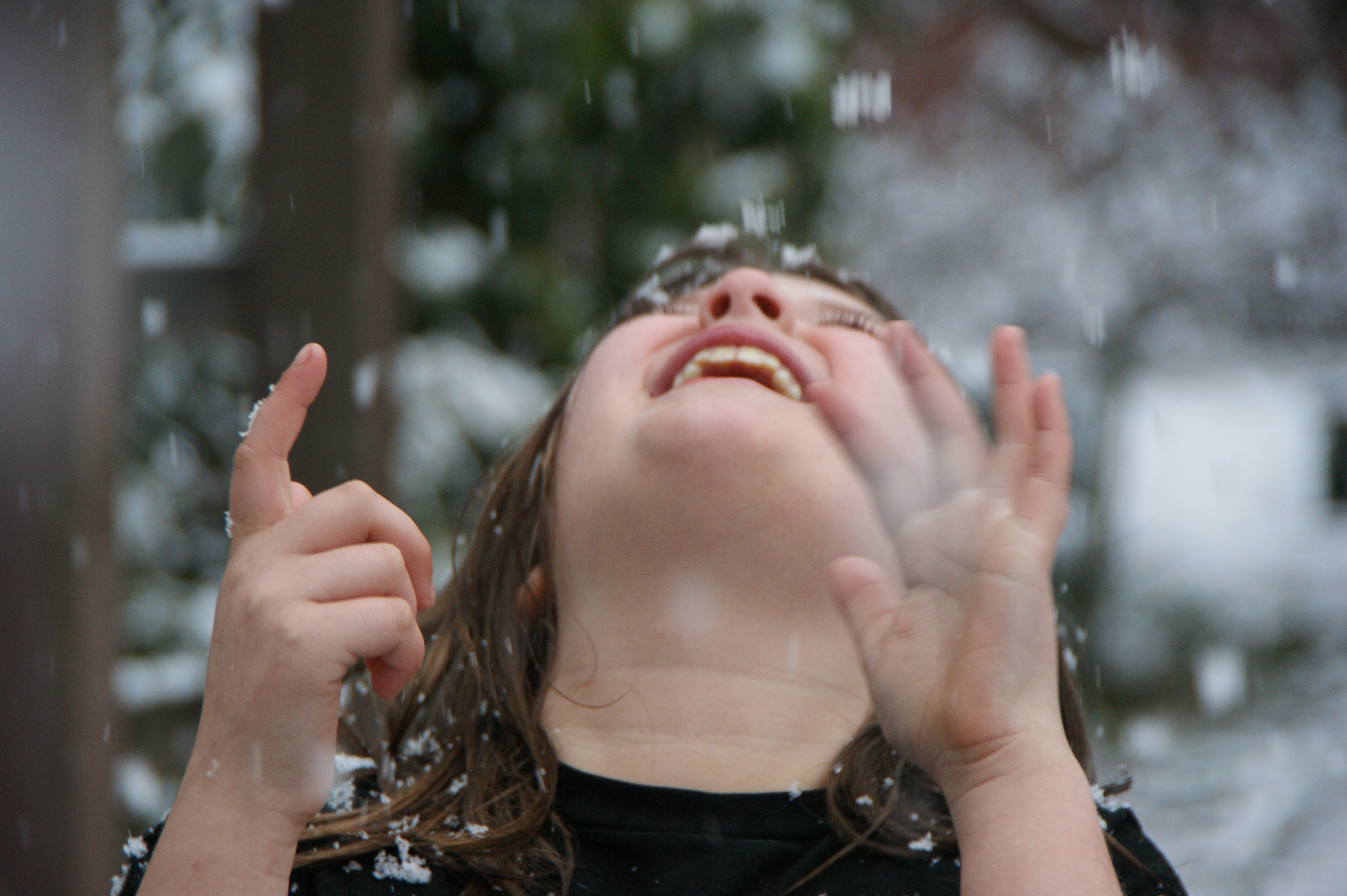
Una bambina in uno stato di euforia

L'euforia è uno stato emotivo di benessere e soddisfazione psicofisico, caratterizzato da esuberanza, vivacità, allegria, entusiasmo ed eccitazione.

## Etimologia
La parola euforia deriva dal termine greco εὐφορία il cui significato nasce dall'unione di ευ ("bene") e di φέρω ("io porto") nel senso compiuto di "portare abbondanza, fertilità".

## Eziologia
Lo stato di euforia può essere patologico quando risulta eccessivo e/o sproporzionato alla situazione, come nei disturbi bipolari, oppure essere sollecitato da assunzione di alcol o stupefacenti. Comunque può essere presente in persone sane con carattere positivo e ottimista oppure come risposta sana a eventi positivi e gratificanti.
L'interpretazione psicoanalitica rintraccia le cause dell'euforia in uno stato di ribellione liberatoria da parte dell'"Io" nei confronti dell'oppressione del "Super Io".
L'interpretazione psichiatrica descrive alcuni tipi di schizofrenia caratterizzati da dissonanza emotiva nella quale compaiono alternanze di stati depressivi ed euforici.

## Sintomatologia
Talvolta, la condizione euforica, si manifesta con l'aggiunta di eccitamenti psicomotori e, nel caso la reazione emotiva si riveli esagerata rispetto agli elementi della realtà, assume connotati patologici.

## Euforia nella letteratura
Tra i tanti autori che si sono occupati di euforia, il saggista e romanziere Pascal Bruckner nel 2000 scrisse il libro L'euforia perpetua, nel quale focalizza la sua attenzione sulla ideologia euforica, che tende a rinnegare il disagio e il dolore, perseguendo, invece il «dovere di essere felici» a tutti i costi, tramite l'imposizione del «culto della felicità». Secondo l'opinione dell'autore, la secolarizzazione, la laicizzazione del senso e dei valori della vita, il trionfo della vita profana, hanno imposto una nuova visione della felicità nello stesso periodo in cui l'ordine borghese imponeva il nuovo regime temporale basato sulla banalità, sulla volgarità e sulla piattezza. Bruckner ravvisa nella ricerca dell'euforia perpetua, una nuova droga, che viene assunta tramite "strumenti culturali" quali i valori moderni e i significati del "Bene supremo", come per esempio la salute, la ricchezza, il corpo, il comfort, il benessere, ecc.